# Dojo

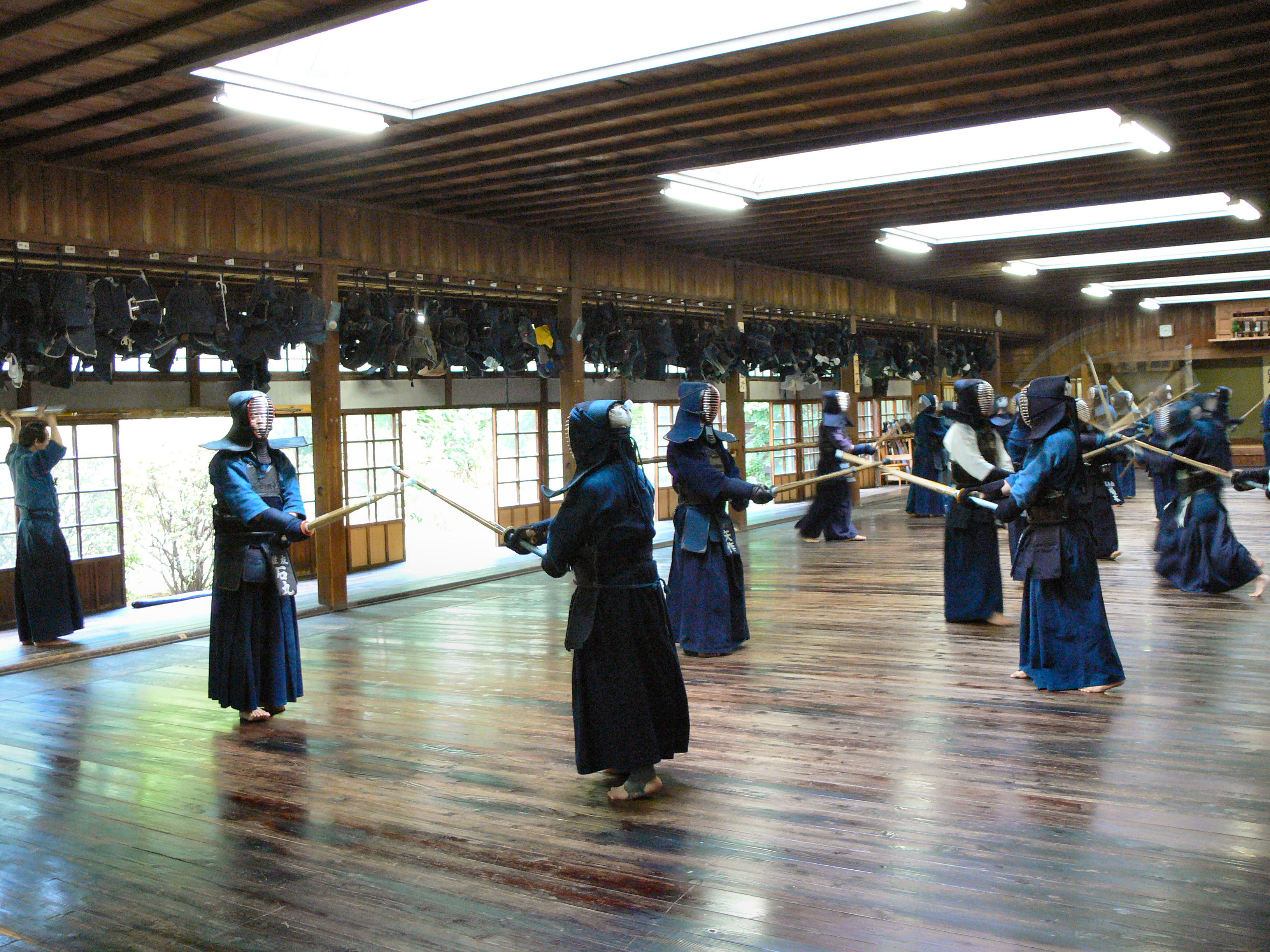
Dojo de kendo

El dojo [doːdʑoː] és el lloc on es practiquen algunes arts marcials com ara el judo, aikido, kendo, jodo… La paraula dojo és d'origen japonès i significa lloc on s'estudia el camí i té, per tant, un significat filosòfic que va més enllà del d'un simple espai o gimnàs. Cal recordar que el judo es va practicar inicialment en un temple.
Els costats del dojo s'anomenen shimiza (per on entren els estudiants), kamiza (per on entra el mestre) i joseki (el costat principal on es troben el mestre en realitzar la salutació i els símbols del dojo com per exemple la fotografia del fundador de l'art marcial, de l'estil o del propi dojo).
Quan es fa servir per fer Aikido, Judo, Jujutsu o altres arts marcials amb projeccions, el terra està cobert per tatamis, uns matalassets d'un parell de metres de llarg per un d'ample i d'un gruix d'un parell de dits per suavitzar les caigudes. Per la pràctica de Iaido, Kendo, Jodo i altres estudis amb armes, se sol fer directament a damunt el trespol de fusta.
S'acostuma a saludar en entrar i sortir i s'hi roman descalç. Ha de ser un lloc de treball en silenci que ha d'estar net.